# Замок Креллі
Замок Креллі (фр. Château de Creully) — замок у муніципалітеті Креллі, департамент Кальвадос (Франція). Розташований на правому крутому березі річки Сель. Споруджений в XI—XII століттях.

## Історія
Перша згадка баронів Креллі датована 1032 роком. У 1047 році Аймон (Хемон) Зубастий, перший барон Креллі, взяв участь у повстанні проти герцога Вільгельма I Завойовника, майбутнього короля Англії, і загинув в одній з битв. 
Близько 1060 року замок отримав перші кам'яні споруди. Розпочато будівництво великої зали і донжона. В кінці XI — на початку XII століття замок належав Роберту Фітц-Хемону.
У 1107 році після смерті Роберта Фітц-Хемона замок перейшов до Роберта Канського, графу Глостера, незаконному синові короля Генріха I. У 1147 Річард I де Креллі, син Роберта, зробив замок своєю основною резиденцією. У 1357 році замок був захоплений і частково зруйнований Філіппом Наварським.
Близько 1360 року замок було повернено Франції і відновлено. У період Столітньої війни (1337—1453) замок неодноразово переходив з рук в руки, частково руйнувався і відновлювався.
У вересні 1417 році Вільгельм де Вервілль, барон Креллі, капітулював у замку перед королем Англії Генріхом V, втративши всі свої володіння в Нормандії. У 1420 році замок перейшов у володіння англійця Джона Гейна. У 1450 році після перемоги французів замок було повернено барону Креллі. У 1461 році зовнішні укріплення були частково зруйновані за наказом Людовика XI. У 1471 році Людовик дозволив відновити замок.
У XVI-XVII століттях замок був остаточно перебудований з фортеці в заміську резиденцію. Були знесені внутрішні укріплення та засипані рови.
У 1682 році Антуан де V Сіллан, 22-й барон Креллі, продав замок Жану-Батисту Кольберу, міністру Людовика XIV. Кольбер помер у 1683 році і до початку Великої французької революції (1789—1799) замком володіли його нащадки. 
У 1789 замок конфісковано революційною владою. Його було продано приватним власникам, які неодноразово змінювалися в наступні роки.
У червні 1944 року в замку розташовувалася штаб-квартира фельдмаршала Бернарда Монтгомері. З 1946 року замок належить муніципалітету Креллі.

## Опис

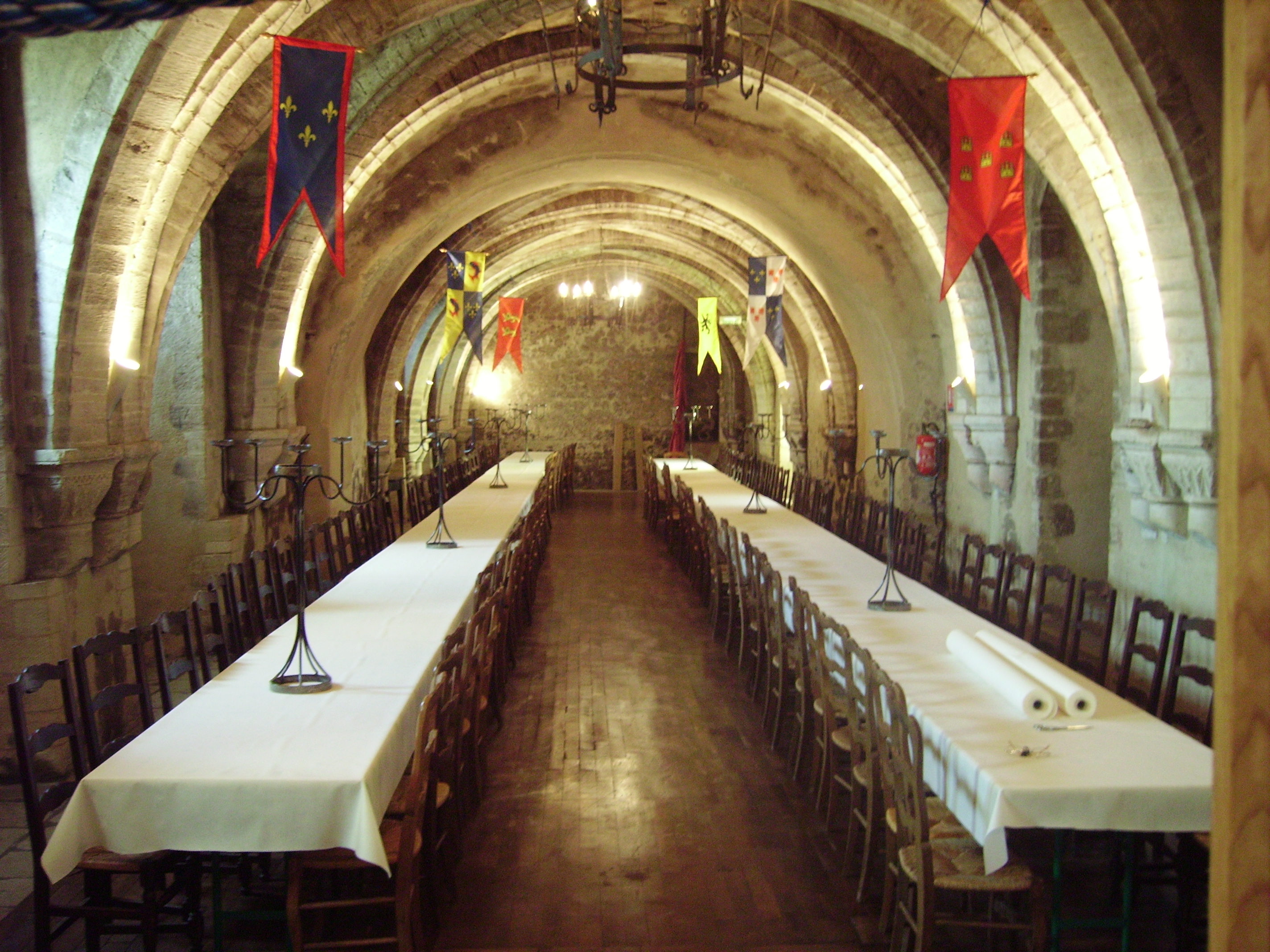
Довга зала

Замок стоїть на правому крутому березі річки Сель. Середньовічні стіни збереглися тільки з боку схилу. Укріплення тут являють собою стіну з виступаючими з неї прямокутними вежами. Ймовірно, що аналогічну конструкцію мали і стіни навколо форбурга. Але вони були зруйновані у XV-XVI століттях. Зберігся лише рів, який оточував підковоподібний форбург розмірами 100х100 метрів. Нині через рів ведуть два мости, з північного та південного боку.
Ядро замку примикає до північної стіни. Спочатку поруч з нею був побудований двоповерховий кам'яний зал розмірами 20х10 метрів, пізніше доповнений до квадратного донжона з боку двору. Будівля неодноразово перебудовувалася, від первісного вигляду зберігся лише так званий Зал Сторожі на першому поверсі. У XII столітті до цієї будівлі була прибудована довга житлова будівля, яка примикає до зовнішньої стіни. Вона була поділена на невеликі житлові приміщення. В наш час[коли?] перегородки видалені, і вона являє собою один довгий зал. Дах був також з часом втрачений і перетворений на велику терасу.
Цей комплекс у XIV столітті доповнила велика квадратна вежа з боку річки і в XV столітті вузька дозорна башта неправильної форми, що знаходиться на західному куті донжона. Ядро замку від форбурга відділяв рів, засипаний в XVI столітті. Через нього вів підйомний міст, прорізи механізму підйому якого видно у фасаді донжона. Фасад був перебудований в XVI—XVII століттях і доповнений круглою сходовою вежею.

## Джерело
- Інформація на сайті «Мир замков» (рос.)

1. ↑  base Mérimée — ministère de la Culture, 1978.